# Charles Nuitter

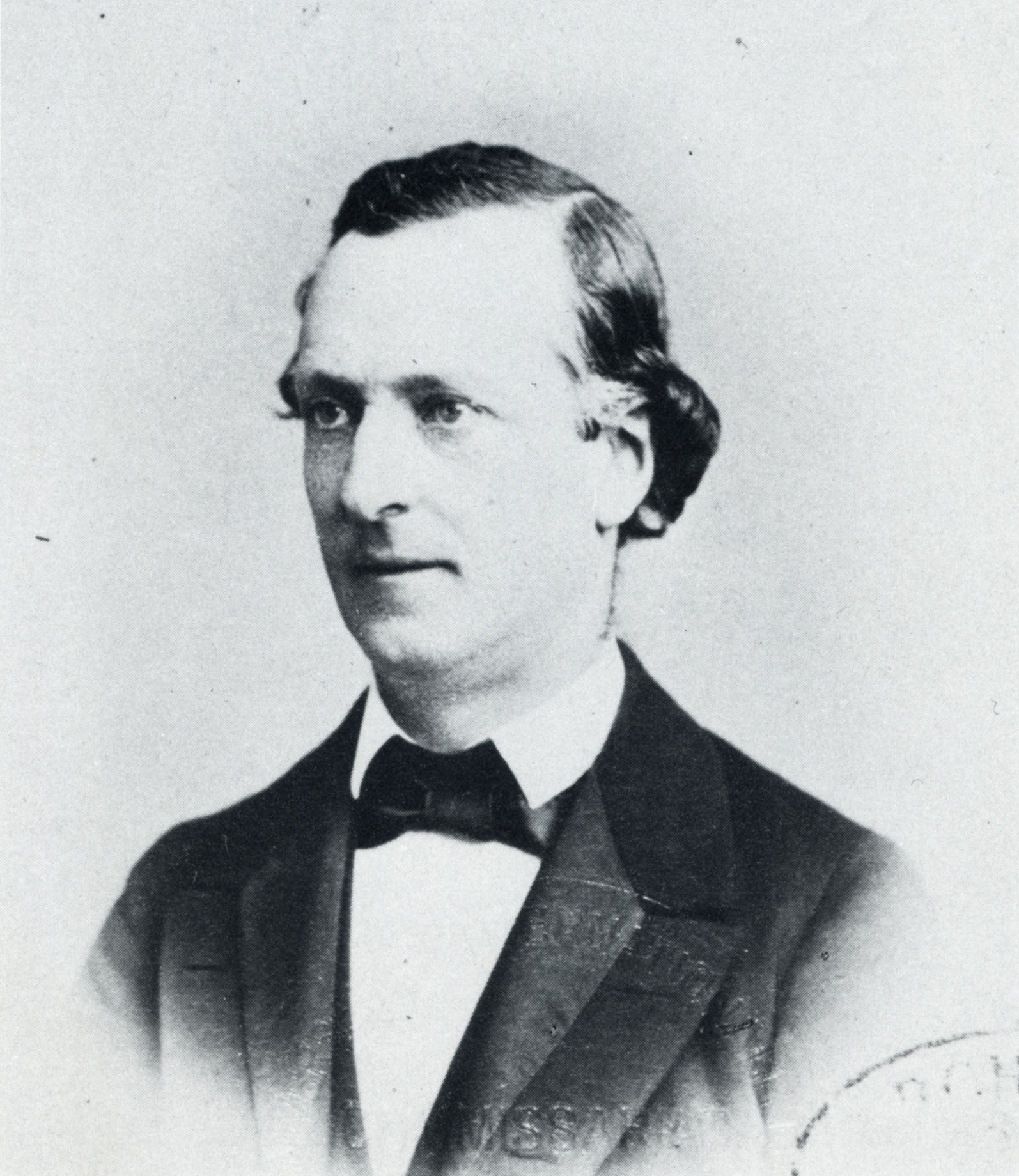
Charles Nuitter

Charles-Louis-Étienne Nuitter (eigentlich: Truinet, * 24. April 1828 in Paris; † 24. Februar 1899 ebenda) war ein französischer Librettist, Übersetzer und Archivar.
Der gelernte Jurist widmete sich ab 1861 gemeinsam mit Théodore de Lajarte der Archivierung der Quellen im Besitz der Pariser Oper und machte sie der Öffentlichkeit zugänglich. 1875 wurden Archiv und Bibliothek im Palais Garnier untergebracht.
Weiterhin verfasste er etwa sechzig Ballettszenarien und Libretti für Komponisten wie Jacques Offenbach, Hervé, Léo Delibes, Léon Minkus, Édouard Lalo, Charles Lecocq, Isidore Legouix und Ernest Guiraud. Als Übersetzer machte er sich besonders um die Verbreitung der Opern Wagners in Frankreich verdient. Auch Verdi schätzte seine Leistung als Übersetzer. Neben diesen zeitgenössischen Werken übersetzte er auch Opern von Weber, Bellini und Mozart.